# Větrný mlýn (Přemyslovice)
Větrný mlýn holandského typu se nachází v obci Přemyslovice, okres Prostějov. Byl zapsán do Ústředního seznamu kulturních památek ČR.

## Historie
Větrný mlýn stojí v nadmořské výšce 430 m v části nazývané Větřák na rozhraní Drahanské a Zábřežské vrchoviny. Byl postaven v roce 1884 místo dřevěného mlýna německého (sloupového, beraního) typu, který byl v roce 1841 přestěhován z Plumlova do Přemyslovic a v roce 1883 shořel. Kamenný mlýn byl funkční až do roku 1945. V roce 1956 byla opravena střecha. V roce 1989 byl vrácen potomkům majitele mlýna. V roce 2004 provedl památkový ústav v Olomouci stavebně-historický průzkum. Na jeho základě jsou prováděny opravy. Mlýn v roce 2005 byl osazen novým větrným kolem.

## Popis
Větrný mlýn je třípodlažní válcová zděná stavba na kruhovém půdorysu, zakončená kuželovou střechou s vikýřem (na konci je zvalbený), kterým je vyveden hřídel větrného kola dlouhá 6,8 m a o průměru 0,68 m. Střecha krytá šindelem je stavěna jako šestnáctiboký jehlan vysoký 2,7 m. Větrné kolo má průměr 11 m (dříve 14 m). Střecha je položena na kolejnici a pomocí dvou rumpálů byla natáčená proti větru. Mlýn je 10-11 m vysoký s průměrem 9 metrů. Stavební materiálem je lomový kámen. Ve zdi jsou prolomeny dva protilehlé vchody s rovným nadpražím, nad nimi jsou v patrech malá střílnová okna. Ostění vchodu a oken je provedeno z cihel.
Uvnitř mlýna jsou vložené dřevěné stropy a dřevěná schodiště. Ve mlýně jsou zachovalá dvě mlýnská složení. Palečnicové dřevěné kolo o průměru 2,25 m má 152 zubů je ve druhém patře. Svislá hřídel je kovová a prochází do prvního patra, kde jsou mlýnské kameny kryté luby a s násypkami. V přízemí je moučnice, hasačert, žejbro a moučná truhla. Mlecí kameny prvního složení mají shodný průměr 1,1 m, výšku 0,20 m (běhoun) a 0,25 m (spodek). rychlost při plném provozu byla až 84 otáček za minutu při obvodové rychlosti 4,9 m/s. Druhé složení: běhoun má průměr 0,80 m a výšku 0,20 m, spodek 0,98 m a výšku 0,30 m, to bylo využíváno pouze ke šrotování.